# Cristian Săuan
Cristian Daniel Săuan (Cluj-Napoca, 18 marzo 1974) è un ex rugbista a 15 rumeno, che giocava nel ruolo di tre quarti ala.

## Biografia
Cresciuto nella sezione rugbistica dell'Universitatea Cluj, Sauan esordì in Nazionale rumena nell'agosto 1999 all'Hampden Park di Glasgow contro la Scozia; due mesi dopo partecipò alla Coppa del Mondo di rugby 1999 in Galles, scendendo in campo in due incontri della prima fase a gironi.
Nel 2001 divenne professionista e si trasferì in Italia, al Rovigo, club con il quale raggiunse come massimo risultato la finale di Coppa Italia 2005-06; disputò in campo internazionale tutte le qualificazioni alla Coppa del Mondo di rugby 2003, torneo alla cui fase finale in Australia prese parte.
Nel 2007, dopo 6 stagioni al Rovigo, Sauan firmò un contratto per il San Marco di Mogliano Veneto e, nel 2009, terminato il contratto con il club della provincia trevigiana, tornò in Romania per giocare con il suo club originario.
Al Cluj rimase fino al 2014 alla soglia dei quarant'anni, quando annunciò di essere costretto al ritiro denunciando manovre del club per allontanarlo vista la sua età.

## Palmarès
- Campionato europeo : 3
Romania: 1999-2000, 2001-02, 2004-06